# Røgnvald Eysteinsson
Røgnvald Eysteinsson (altnordisch Rǫgnvaldr Eysteinsson Mœrajarl, norwegisch Ragnvald Øysteinsson Mørejarl; Geburtsdatum und Geburtsort unbekannt; † um 900, Sterbeort unbekannt) war Jarl von Møre.

## Familie
Sein Vater war Eystein Glumra, seine Mutter ist nicht bekannt. Seiner Abstammung nach soll Røgnvald Enkel von Halvdan Gamle gewesen sein, einer legendären Gestalt, von der sehr viele Familien ihren Stammbaum herleiteten. Doch in den übrigen Genealogien liegen zwischen König Harald (einem Zeitgenossen Røgnvalds) und Halvdan 13 Generationen, so dass die Aussage, er sei Enkel Halvdans, auf jeden Fall als unhistorisch gelten darf.
Er war mit der Skaldin Hildr Hrólfsdóttir verheiratet. Ihre gemeinsamen Söhne waren Ívarr, Hrólfr (genannt Göngu-Hrólfr, in der isländischen Tradition mit Rollo identifiziert; * um 900) und Þórir; außerdem hatte Røgnvald noch drei Söhne – Hrollaugr, Einarr (genannt Torf-Einarr, * um 910, wurde später Orkneyjarl) und Hallaðr – mit Konkubinen.

## Leben
Die Informationen der Sagas zu Røgnvald sind sehr mager. Als sicher gilt, dass er mit König Harald befreundet und Jarl von Møre war. Das stimmt auch mit der herrschenden Auffassung überein, dass Harald nur den Südwesten Norwegens beherrschte, während er über die Jarltümer nur einen begrenzten Einfluss hatte und die Jarle daher relativ selbständig agierten. Seine Bekanntheit ist unter anderem darauf zurückzuführen, dass er seinen Bruder Sigurd Eysteinsson zum zweiten Jarl von Orkney machte, der diesen Titel behielt und auf seine Nachkommen vererbte. Røgnvald gehörte zu den Jarlen, die König Harald Schönhaar um sich scharte. Nach Snorri war er sein bester Freund, und er soll ihm auch den Beinamen hárfagri („haarschön“) gegeben haben. 
Auch andere Informationen der Sagas werden bezweifelt und nicht für historisch gehalten. So berichten die Orkneyinga saga und Snorri Sturluson in seiner Heimskringla übereinstimmend, dass König Harald die Orkneys erobert und Røgnvald als Jarl eingesetzt habe. Aber man geht davon aus, dass Harald auf seinem Heereszug nach Westen keinerlei Eroberungen gemacht und damit auch keinen Jarl dort eingesetzt habe. Er fuhr ja in die Irische See, um die dortigen Seeräuber zu bekämpfen.
Aus den Skaldenstrophen, die sein Sohn Einarr dichtete, ist der Tod Røgnvalds zu erschließen: Er wurde von Halvdan Hålegg, einem der vielen Söhne Haralds, getötet. Das Motiv soll Unmut über die Machtstellung Røgnvalds gewesen sein. Einarr klagt dann darüber, dass die Brüder des Ermordeten nicht energisch genug die Rache betrieben hätten. Er selbst habe die Rache schließlich vollzogen.
Nachfolger von Røgnvald als Jarl von Møre soll Tore (Þórir) Teiande gewesen sein. Er war mit Åjov, einer Tochter König Haralds verheiratet. Man weiß nicht, wo Røgnvald und Tore ihren Sitz hatten, aber man vermutet, es sei der Hof Giske gewesen.